# 1172 Aneas
1172 Aneas је Јупитеров тројански астероид са пречником од приближно 142,82 .
Афел астероида је на удаљености од 5,744 астрономских јединица (АЈ) од Сунца, а перихел на 4,650 АЈ.
Ексцентрицитет орбите износи 0,105, инклинација (нагиб) орбите у односу на раван еклиптике 16,677 степени, а орбитални период износи 4328,180 дана (11,849 годину).
Апсолутна магнитуда астероида је 8,33 а геометријски албедо 0,040.
Астероид је откривен 17. октобра 1930. године.